# Саванов, Виктор Павлович
Виктор Павлович Саванов (5 [18] сентября 1911, Москва — декабрь 1999) — советский футболист, защитник.

## Биография
Рос в Москве, где его отец работал на 1-й ситценабивной фабрике. Начал играть в футбол на площадке фабрики, подражая старшему брату Александру. В 16 лет стал играть за четвёртую команду 1-й ситценабивной фабрики, а на следующий год перешёл в основную команду, игравшую во второй группе на первенство Москвы. В 1929 в товарищеском матче, где команда ситценабивной фабрики победила ЦДКА, его игру приметил защитник соперника Никишин, благодаря которому позже Саванов перейдёт в армейский клуб.
В 1931—1932 выступал в московском клубе «Казанка». Осенью 1932 после призыва в армию перешёл в ЦДКА, где занял место Халкиопова, который заканчивал карьеру игрока и переходил на тренерскую работу. Через некоторое время после Саванова в ЦДКА перешли ещё несколько его партнёров по команде 1-й ситценабивной фабрики: Малинин, Шлычков, Щавелев.
Также в 1932 году привлекался в сборную Москвы, с которой выиграл чемпионат СССР 1932 среди сборных городов, проведя 2 матча в этом турнире. В этом же году провёл за сборную Москвы 3 неофициальных матча со сборной СССР и 1 матч за вторую сборную СССР также со сборной СССР. Причём во всех этих матчах команды, за которые играл Саванов, выиграли у советской сборной или свели матч вничью, газеты и журналы отмечали в этом успехе важную роль исключительной игры в защите молодого Саванова.
В 1934 в матче на первенство Москвы с командой «Промкооперация» произошло тяжелое столкновение с игроком соперника Николаем Старостиным, в результате которого Старостин получил перелом ногиу. Осенью 1935 года в составе ЦДКА выиграл последний чемпионат Москвы с участием команд мастеров. В сезоне 1936 принял участие в первом в истории чемпионате СССР по футболу среди команд мастеров, в том числе в первом в истории матче ЦДКА в чемпионатах страны 23 мая 1936, в котором армейцы дома победили ленинградскую «Красную Зарю» 6:2, газеты отмечали что Саванов быстро ликвидировал атаки гостей в этом матче. За ЦДКА играл до осени 1936, после чего снова сыграл 1 матч в сезоне 1940.
В сезоне 1938 ушёл из ЦДКА, убедившись, что уже не проходит в состав команды. После этого 2 года тренировал юношеские команды ЦДКА по футболу и хоккею с мячом. Вернулся как игрок команды мастеров ЦДКА на 1 матч в сезоне 1940, причём отыграл неплохо по оценке газет.
Участник Великой Отечественной войны, служил в инженерных войсках, неоднократно награждён. С 1948 по 1970 был инструктором по физкультуре, начальником физической подготовки спорта высшего командного состава Вооруженных Сил СССР. Параллельно до 1960-х играл на любительском уровне в футбол и хоккей с мячом за низовые армейские команды и московский «Строитель», в котором был капитаном. Причём в сезоне 1952—1953 за команду «Строитель» для поддержания формы играли из-за расформирования ЦДСА такие действующие мастера как Дёмин, Водягин, Николаев, Соловьёв.
Дослужился до звания подполковника. В отставке с 10 февраля 1970.

## Достижения и награды

### Спортивные

#### Командные
Сборная Москвы
- Победитель чемпионата СССР среди сборных городов (1): 1932[4]

ЦДКА
- Победитель Чемпионат Москвы по футболу (1): 1935 (осень)[8]

#### Личные
- Мастер спорта (1943)[12]

### Государственные
- Орден Красной Звезды
- Медаль «За боевые заслуги» (15.11.1950)[12]
- Медаль «За оборону Москвы»
- Медаль «За победу над Германией в Великой Отечественной войне 1941—1945 гг.» (15.08.1945)[12]
- Медаль «За победу над Японией»[11]